# 東京迪士尼樂園站
東京迪士尼樂園站（日语：／ Tokyo Disneyland Station */?）是一個位於日本千葉縣浦安市舞濱，屬於迪士尼度假區線的鐵路車站。

## 歷史
- 2001年（平成13年）7月27日：開業。

## 車站構造
側式月台1面1線高架車站，設有月台閘門。此站是東京迪士尼樂園與東京迪士尼樂園大飯店最近車站，與東京迪士尼樂園主入口隔著東京迪士尼樂園大飯店。

## 使用情況
2017年（平成29年）度1日平均上車人次為9,401人。
開業以後各年度1日平均上車人次推移如下表。
| 年度               | 1日平均 上車人次 | 來源     |
| ------------------ | ---------------- | -------- |
| 2001年（平成13年） | 6,636            | [ * 1 ]  |
| 2002年（平成14年） | 7,345            | [ * 2 ]  |
| 2003年（平成15年） | 8,348            | [ * 3 ]  |
| 2004年（平成16年） | 8,028            | [ * 4 ]  |
| 2005年（平成17年） | 7,606            | [ * 5 ]  |
| 2006年（平成18年） | 7,885            | [ * 6 ]  |
| 2007年（平成19年） | 7,254            | [ * 7 ]  |
| 2008年（平成20年） | 8,827            | [ * 8 ]  |
| 2009年（平成21年） | 8,413            | [ * 9 ]  |
| 2010年（平成22年） | 8,625            | [ * 10 ] |
| 2011年（平成23年） | 7,582            | [ * 11 ] |
| 2012年（平成24年） | 8,613            | [ * 12 ] |
| 2013年（平成25年） | 10,037           | [ * 13 ] |
| 2014年（平成26年） | 9,928            | [ * 14 ] |
| 2015年（平成27年） | 9,681            | [ * 15 ] |
| 2016年（平成28年） | 9,563            | [ * 16 ] |
| 2017年（平成29年） | 9,401            | [ * 17 ] |

備註
1. ↑  2001年7月27日開業。開業日起至翌年3月31日為止合計248日間的資料。

## 車站周邊
- 東京迪士尼樂園
- 東京迪士尼樂園大飯店
- 東京迪士尼樂園停車場（日语：東京ディズニーリゾートの駐車場#東京ディズニーランドパーキング）
- 旅途愉快

## 巴士路線
車站沒有巴士總站，東京迪士尼樂園接近巴士總站。參見東京迪士尼樂園#交通。

## 相鄰車站
舞濱度假區線
迪士尼度假區線
度假區 → 東京迪士尼樂園 → 海濱

## 外部連結
- STATION【車站介紹】 （页面存档备份，存于） - 舞濱度假區線
- 【官方】車站資訊、運行時間 | 東京迪士尼樂園 （页面存档备份，存于）